# Adolf Ritter von Liebenberg

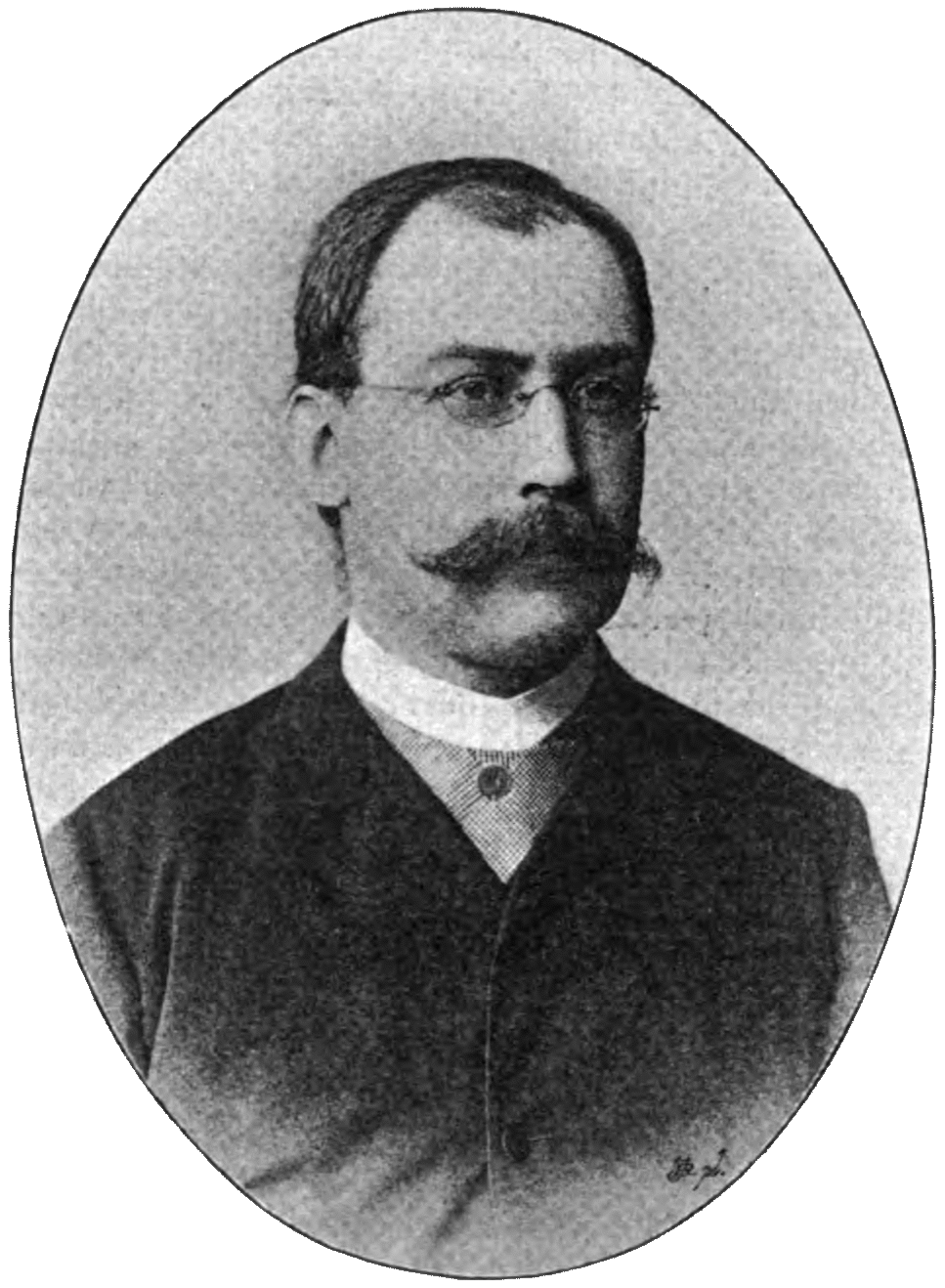
Adolf Ritter von Liebenberg (1890, signiert „JR“)

Adolf Ritter von Liebenberg de Zsittin (* 5. September 1851 in Como, Lombardei; † 6. Mai 1922 in Wien) war ein österreichischer Pflanzenbauwissenschaftler. Er lehrte seit 1878 an der Hochschule für Bodenkultur in Wien.

## Leben
Adolf Liebenberg, Sohn eines Offiziers, studierte seit 1868 Chemie und Landwirtschaft an der Technischen Universität in Wien, setzte 1871 an der Universität Halle (Saale) seine landwirtschaftlichen Studien fort und promovierte dort 1873 bei Julius Kühn mit einer Dissertation über das Verhalten von Wasser im Boden. Anschließend arbeitete er als Beamter in einer Zuckerfabrik. 1875 kehrte er an die Universität Halle zurück und habilitierte sich im gleichen Jahr mit der Schrift Untersuchungen über die Bodenwärme.
1876 folgte Liebenberg einem Ruf an die Universität Königsberg. Hier wirkte er als außerordentlicher Professor für Landwirtschaft und beschäftigte sich weiterhin mit Fragen der Bodenphysik. Als Nachfolger von Friedrich Haberlandt wurde Liebenberg 1878 als außerordentlicher Professor für landwirtschaftlichen Pflanzenbau an die Hochschule für Bodenkultur nach Wien berufen und 1884 zum ordentlichen Professor ernannt. Als Leiter der Lehrkanzel für landwirtschaftliche Pflanzenproduktion wirkte er hier 44 Jahre lang als erfolgreicher Lehrer, Forscher und Organisator.
In Wien lag Liebenbergs Forschungsschwerpunkt zunächst auf dem Gebiet des Saatgutwesens. 1881 begründete er eine Samenkontrollstation. Mehrere Beiträge publizierte er über offene Fragen zur Keimungsphysiologie. Besondere Verdienste erwarb er sich um die Ausgestaltung des landwirtschaftlichen Versuchswesens. 1885 gründete er mit Emanuel von Proskowetz den „Verein zur Förderung des landwirthschaftlichen Versuchswesens in Oesterreich“, den er bis 1899 selbst leitete. In den „Mittheilungen“ dieses Vereins (1886–1897) hat er zahlreiche Beiträge über Düngungs- und Sortenversuche veröffentlicht. Er pflegte enge Kontakte zur landwirtschaftlichen Praxis. Nach jahrelangen zähen Verhandlungen konnte er 1902 eine hochschuleigene Versuchswirtschaft in Groß-Enzersdorf einrichten.
Nachhaltig förderte Liebenberg die Spezialisierung der landwirtschaftlichen Lehre. 1898 gelang es ihm an der Hochschule für Bodenkultur in Wien eine Lehrkanzel für Phytopathologie und 1906 eine Lehrkanzel für Pflanzenzüchtung einzurichten. Die Verdienste Liebenbergs wurden 1898 mit der Verleihung des Titels Hofrates (1898) und des Komturkreuzes des Franz-Joseph-Ordens (1900) gewürdigt.

## Publikationen (Auswahl)
- Ueber das Verhalten des Wassers im Boden. Diss. phil. Halle 1873.
- Untersuchungen über die Bodenwärme. Habilitationsschrift Univ. Halle 1875. – Zugl. in: Berichte aus dem physiologischen Laboratorium und der Versuchsanstalt des landwirthschaftlichen Instituts der Universität Halle H. 2, 1880, S. 7–39.
- Ueber den gegenwärtigen Stand der Bodenphysik. In: Forschungen auf dem Gebiete der Agrikultur-Physik Bd. 1, 1878, S. 3–42.
- Untersuchungen über die Rolle des Kalkes bei der Keimung von Samen. Verlag Gerold´s und Sohn Wien 1881. – Zugl. in: Sitzungsberichte der Kaiserlichen Akademie der Wissenschaften, Mathematisch-Naturwissenschaftliche Classe Bd. 84, 1881, H. 1, Abt. 1, S. 407–447.
- Die Versuchsthätigkeit des praktischen Landwirthes. Kurze Berichte des Vereins zur Förderung des landwirthschaftlichen Versuchswesens in Oesterreich H. 2, Wien 1895.
- Zur Naturgeschichte und Cultur der Braugerste. Kurze Berichte des Vereins zur Förderung des landwirthschaftlichen Versuchswesens in Oesterreich H. 4, Wien 1897.